# Vladimir Kukk
Vladimir Kukk (ur. 1 maja 1911 w Rydze, zm. 11 stycznia 1990 w Lucernie) – estoński strzelec, medalista mistrzostw świata.

## Życiorys
Ukończył gimnazjum męskie w Parnawie (1930) oraz szkołę wojskową (1931). Początkowo uprawiał siatkówkę i koszykówkę. Treningi strzeleckie rozpoczął w 1938 roku w Kaitseliicie. Pracował w siedzibie jednego z oddziałów tej formacji w Parnawie.
Kukk jest drużynowym brązowym medalistą mistrzostw świata w 1939 roku. Stał na podium w strzelaniu z karabinu wojskowego w trzech postawach z 300 m (3x20 strzałów). Indywidualnie najwyższą pozycję osiągnął w karabinie wojskowym stojąc z 300 m (10. miejsce).
Walczył w wojnie radziecko-fińskiej (kontynuacyjnej). Został ranny w bitwie o Narwę (1944). Wyemigrował do Austrii i następnie do Szwajcarii, w której zamieszkał. Uczestniczył w mistrzostwach świata w 1947 roku. W tym samym roku został mistrzem Szwajcarii. Był działaczem klubu strzeleckiego z Lucerny, zaangażowanym także w tworzenie siatkarskiego klubu w tym mieście, którego został trenerem. W latach 1953–1973 prezes Towarzystwa Estońskiego w Szwajcarii.

## Osiągnięcia

### Medale na mistrzostwach świata
Opracowano na podstawie materiałów źródłowych:
| Mistrzostwa  | Konkurencja                                                      | Wynik             | Miejsce |
| ------------ | ---------------------------------------------------------------- | ----------------- | ------- |
| Lucerna 1939 | Karabin wojskowy, trzy postawy, 300 m, drużynowo (3x20 strzałów) | 2548 pkt. (druż.) | brąz    |